# 約翰·狄克森·卡爾
約翰·狄克森·卡爾（John Dickson Carr，1906年11月30日—1977年2月27日），美籍推理小说家，曾用笔名“卡尔·狄克森”、“卡特·狄克森”和“羅傑·費爾拜恩”。卡尔是推理小说黄金时期極為重要的作家之一，和阿加莎·克里斯蒂、艾勒里·昆恩并称“黄金时期三巨头”，而独以密室题材的构思见长，一生共设计出五十余种不同类型的密室，故有“密室推理之王”的美誉。
1963年，美国推理作家协会（简称MWA）一致同意向卡尔颁发“终身大师奖”，这是推理界最高的荣誉。1970年，适值卡尔从事创作四十周年，该协会更特意赠予他“爱伦·坡特别奖”以表彰其卓越成就。1977年2月27日，卡尔因肺癌病逝，3月2日下葬那天，美联社、BBC、《联合镇晚间旗帜报》、《纽约时报》、《泰晤士报》等媒体均发表讣告。

## 生平與作品
卡爾生於美國賓州聯合鎮（尤宁敦），父親曾任民主黨議員。高中時課業表現平平，但已經開始熱中於推理方面的寫作。1931 年他於海外留學時，與英國女子克蕾兒·克利夫斯（Clarice Cleaves）結婚，並定居於英國，兩人共育有三子，之後才於 1948 年返回美國。卡爾於1950年代所寫的大部分作品，場景都是設定在英國或歐洲，由於文筆極富歐洲風味，因此當時有人還一度認為，「卡爾」其實是英國知名幽默作家P.G.伍德豪斯的筆名。
「密室推理」是推理小說常見的一種類型，通常名探們要解決的，都是些「不可能的犯罪」，像是在密閉或內部上鎖之房間內發生的謀殺案，或是死者被勒殺或近距離刺殺於雪地或泥地，但屍體旁除了死者自己的腳印外，卻沒有任何其他痕跡。而說到「密室殺人」，一定會想到有「密室之王」之稱的卡爾，特別是菲爾博士系列的名作《三口棺材》（1935 年出版），這本謎團離奇詭異但構思嚴謹的小說，不但經常為許多推理作家或評論家評選為密室傑作首選，書中第十七章藉菲爾博士之口所發表的密室講義，更可視為一篇總結「不可能犯罪」手法的精闢論文。除了專注於「發展」各種密室之外，卡爾也往往會在小說中，融入巫術、鬼魅、詛咒或傳說等帶有超自然味道的內容，加上他擅長營造陰沈恐怖的氣氛，因此往往為小說中「不可能的犯罪」增添了神秘的風味。
卡爾的另一個專長，則是歷史推理，像1950年的《新門新娘》（The Bride of Newgate）便是以拿破崙戰爭為背景，本書也被視為是推理史上第一個長篇的「歷史推理」，又如《天鵝絨裏的惡魔》（The Devil in Velvet）和《火焰，燃燒吧！》（Fire, Burn!）等名作，也都是這一類型的小說。
卡爾筆下有多個系列，包括菲爾博士系列、梅利维尔爵士系列、亨利·班克林系列、马奇上校系列等等。不過，他的一些非系列小說，例如《燃燒的法庭》（The Burning Court，1937）等，也有很高的成就。除了小說，卡爾也寫过不少廣播劇本和電影劇本。
卡爾在推理寫作之外，對推理史也鑽研甚深，從他小說中的「引經據典」或一些人物形象，便可感受到他在推理小說上的淵博知識。此外，他也是柯南道爾正式傳記《柯南·道爾的一生》（The Life of Sir Arthur Conan Doyle）的作者。值得一提的是，他曾和柯南道爾的小兒子亞德里安·柯南·道爾合出过一本福爾摩斯仿作《福尔摩斯的功绩》（The Exploits of Sherlock Holmes）。

## 主要系列介紹
卡爾筆下主要有兩位名偵探，亦即菲爾博士與亨利·梅瑞威爾爵士。猛一看之下，兩人似乎極為相像，都是身材高壯，聲如洪鐘，學養俱佳卻透著點古怪的中壯年英國紳士，但兩人其實各有各的特質與個性。
以菲爾博士來說，其形象顯然是根據英國名作家切斯特頓所塑造，這位可以用肥胖形容的紳士，必須靠著兩支柺杖走路，個性一直以來也都相當和藹可親。他有一頭蓬鬆的亂髮，頭上經常戴著鏟形帽，喜歡穿著斗蓬。平日住在儉樸小屋的他，並未與當局有任何正式的往來。
另一方面說來，亨利·梅利维尔爵士（H.M.）身材雖然也很「結實」，並且有個「威武」的大肚子，身手卻非常靈活矯健，而且他個性易怒，常常高聲發起脾氣，叫人有點不敢親近。這位富有的爵士，出身自英國淵源最久遠的爵位，對自己的公職身份經常嗤之以鼻，不過在最初幾本小說中，他還是英國情報局的領袖呢。在最早的小說中便可以明顯看出，這個戴著眼鏡、禿頭、經常一臉不悅的梅利维尔爵士，有著濃濃的邱吉爾味，在後期的小說中，這樣的特質更是變本加厲。
近年來，推理界是將卡爾的菲爾博士系列，視為其主要成就，不過更早期一點，廣受評論歡迎的，則是梅瑞威爾爵士，著名推理小說評論家海克拉夫（Howard Haycraft，重要著作為《Murder for Pleasure: The Life and Times of the Detective Story》）在 1941 年便寫道，梅利维尔爵士那「老頭子」，「在當代各個小說名偵探中，最受當今作家喜愛」。

## 以「約翰‧狄克森‧卡爾」發表之小說

### 基甸·菲爾博士探案系列
- 女巫角（Hag's Nook），1933
- 瘋狂帽商之谜（The Mad Hatter Mystery），1933
- 盲理髮師 (The Blind Barber)，1934
- 寶劍八（The Eight Of Swords），1934
- 索命时钟 (Death-Watch)，1935
- 三口棺材（三口棺材），1935（英國版書名：The Hollow Man）
- 阿拉伯之夜謀殺案（The Arabian Nights Murder），1936
- 喚醒死者（To Wake The Dead），1938
- 歪曲的樞紐（The Crooked Hinge），1938
- 绿胶囊之謎（The Problem Of The Green Capsule），1939（英國版書名：The Black Spectacles）
- 鐵籠問題（The Problem Of The Wire Cage），1939
- 失颤之人（The Man Who Could Not Shudder），1940
- 連續自殺事件（The Case of the Constant Suicides），1941
- 逆轉死局（Death Turns The Tables），1942（英國版書名：The Seat Of The Scornful）
- 至死不渝（Till Death Do Us Part），1944
- 耳語之人（He Who Whispers），1946
- 沉睡的人面獅身（The Sleeping Sphinx），1947
- 絕無嫌疑 (Below Suspicion)，1949（Patrick Butler 亦有出現）
- 死人來敲門（The Dead Man's Knock），1958
- 无视惊雷（In Spite Of Thunder），1960
- 撒旦之屋（The House At Satan's Elbow），1965
- 包廂Ｃ的恐懼（Panic In Box C），1966
- 月之陰（Dark Of The Moon），1968

### 亨利·班克林系列
- 夜行〈It Walks By Night〉，1930
- 骷髏城堡〈Castle Skull〉，1931
- 失落的絞刑架〈The Lost Gallows〉，1931
- 蠟像館裡的屍體〈The Corpse In The Waxworks〉，1932（英國版書名：The Waxworks Murder）
- 四種錯誤武器〈The Four False Weapons〉，1938

### 其他
- 笑話中的毒〈Poison In Jest〉，1932
- 燃燒的法庭〈The Burning Court〉，1937
- 皇帝的鼻煙壶〈The Emperor's Snuffbox〉，1942
- 新門新娘〈The Bride Of Newgate〉，1950，歷史推理
- 天鵝絨裡的惡魔〈The Devil In Velvet〉，1951，歷史推理
- 九個错误答案〈The Nine Wrong Answers〉，1952
- 割喉隊長〈Captain Cut-Throat〉，1955，歷史推理
- 帕特里克·巴特勒的辩护（Patrick Butler For The Defence）（書中偵探為 Patrick Butler），1956
- 火燄，燃燒吧！〈Fire, Burn!〉，1957，歷史推理
- 高烟囱宅丑闻：一出维多利亚时代剧〈Scandal At High Chimneys: A Victorian Melodrama〉，1959，歷史推理
- 隐匿的女巫：一出爱德华时代剧〈The Witch Of The Lowtide: An Edwardian Melodrama〉，1961，歷史推理
- 著魔〈The Demoniacs〉，1962，歷史推理
- 最大秘密〈Most Secret〉，1964（其前身為卡爾以筆名「羅傑·費爾拜恩」於1937年發表之舊作 Devil Kinsmere，修訂後再重新發行）
- 帕帕拉巴斯〈Papa La-Bas〉，1968，歷史推理
- 正午鬼魂〈The Ghosts' High Noon〉，1970，歷史推理
- 夺命礼堂〈Deadly Hall，1971〉，歷史推理
- 饑餓的妖精〈The Hungry Goblin〉, A Victorian Detective Novel，1972（書中偵探為 Wilkie Collins）

## 以「卡特·狄克森」發表之小說

### 亨利·梅利维尔爵士探案系列
- 瘟疫莊謀殺案〈The Plague Court Murders〉，1934
- 白修道院謀殺案〈The White Priory Murders〉，1934
- 紅寡婦血案〈The Red Widow Murders〉，1935
- 獨角獸謀殺案〈The Unicorn Murders〉，1935
- 魔術燈謀殺案〈The Magic Lantern Murders〉，1936（英國版書名：The Punch And Judy Murders）
- 孔雀羽謀殺案〈The Peacock Feather Murders〉，1937（英國版書名：The Ten Teacups）
- 五盒之谜〈Death In Five Boxes〉，1938
- 猶大之窗〈The Judas Window（英语：The Judas Window）〉，1938
- 警告讀者〈The Reader Is Warned〉，1939
- 是以謀殺〈And So To Murder〉，1940
- 九因謀殺成十〈Nine - And Death Makes Ten〉，1940（英國版書名：Murder In The Submarine Zone）
- 眼見為憑〈Seeing Is Believing〉，1941
- 鍍金人〈The Gilded Man〉，1942
- 女郎她死了〈She Died A Lady（英语：She Died A Lady）〉，1943
- 爬虫类馆杀人事件〈He Wouldn't Kill Patience〉，1944
- 青銅神燈的詛咒〈The Curse Of The Bronze Lamp〉，1945（英國版書名：Lord Of The Sorcerors）
- 我的前妻們〈My Late Wives〉，1946
- 時鐘裡的骷髏〈The Skeleton In The Clock〉，1948
- 墳場出租〈A Graveyard To Let〉，1949
- 夜间嘲笑的寡妇〈Night At The Mocking Widow〉，1950
- 红帘背后〈Behind The Crimson Blind〉，1952
- 骑士之杯〈The Cavalier's Cup〉，1953

### 其他
- 弓弦城謀殺案〈The Bowstring Murders〉，1934
- 致命血統〈Fatal Descent〉(與 John Rhode（英语：John Rhode） 合著)，1939（英國版書名：Drop To His Death）
- 恐惧往往相同〈Fear Is The Same〉，1956，歷史推理

## 短篇小說集
- 怪奇案件受理处（The Department of Queer Complaints，1940，以卡特·狄克森之名發表，書中偵探為Colonel March）

1“The New Invisible Man” CM
2“The Footprint in the Sky”CM
3“The Crime in Nobody’s Room”CM
4“Hot Money”CM
5“Death in the Dressing-Room”CM
6“The Silver Curtain”CM
7“Error at Daybreak”CM
8“The Other Hangman”
9“New Murders for Old”
10“Persons or Things Unknown”
11“Blind Man’s Hood”
- 菲尔博士：率众归来 Dr. Fell Detective and Other Stories  1947

1 The Proverbial Murder GF
2 The Locked Room GF
3 The Wrong Problem GF
4 The Hangman Won't Wait GF (play)
5 A Guest in the House GF
6 The Devil in the Summer House GF (pl)
7 Will You Walk Into My Parlor? (pl)
8 Strictly Diplomatic
- 第三颗子弹The Third Bullet and Other Stories 1954

1“The Third Bullet”（Fell）非全本
2“The Clue of the Red Wig”
3“The House in Goblin Wood” (HM) 
4“The Wrong Problem” (Fell)
5“The Proverbial Murder” (Fell)
6“The Locked Room” (Fell)
7“The Gentleman from Paris”
- 福尔摩斯的功绩 The Exploits of Sherlock Holmes 1954 与柯南·道尔之子亚德里安·柯南·道尔（Adrian Conan Doyle）合著

"The Adventure of the Seven Clocks" 两人合力完成
"The Adventure of the Gold Hunter" 两人合力完成
"The Adventure of the Wax Gamblers" JDC完成
"The Adventure of the Highgate Miracle" JDC完成
"The Adventure of the Black Baronet" 以下皆为ACD完成
"The Adventure of the Sealed Room" 
"The Adventure of the Foulkes Rath" 
"The Adventure of the Abbas Ruby" 
"The Adventure of the Dark Angels" 
"The Adventure of the Two Women" 
"The Adventure of the Deptford Horror" 
"The Adventure of the Red Widow" 
- 破解奇迹之人（The Men Who Explained Miracles 1963）

Department of Queer Complaints：
1“William Wilson’s Racket” 
2“The Empty Flat”
Mysteries of Dr. Fell: 
3“The Incautious Burglar” 
4“Invisible Hands”
Mysteries of the Secret Service:
5“Stricktly Diplomatic” 
6“The Black Cabinet” 
Mysteries of Sir Henry Merrivale:
7“All in a Maze”

## 非文學類作品
- 愛德蒙·哥德弗雷爵士謀殺案〈The Murder of Sir Edmund Godfrey〉，1936（據1678年發生的著名謀殺案所寫的歷史小說）
- 柯南道爾的一生〈The Life of Sir Arthur Conan Doyle〉，1949（授權傳記）

## 相關網站
- 卡爾網頁（英文）
- The John Dickson Carr Collector，收集各種初版封面